# Metalurgia do pó
A metalurgia do pó  é um processo de fabricação que produz peças metálicas através da compactação de pó-metálico seguida da sinterização. O processo consiste em compactar e/ou modelar a mistura e aquecê-la (etapa chamada de sinterização), com o objetivo de gerar continuidade de matéria entre as partículas e melhorar a resistência. A característica específica do processo é que a temperatura permanece abaixo da temperatura de fusão do elemento constituinte principal.

## Sinterização
O processo de sinterização na metalurgia do pó consiste em aquecer o material a temperaturas abaixo do ponto de fusão do material-base, em atmosfera controlada, provocando difusões atômicas que farão com que as propriedades mecânicas da peça aproximem-se das adquiridas através de outras tecnologias mais disseminadas.

## Produtos
Peças fabricadas por metalurgia do pó possuem porosidade, um volume de pequenos vazios distribuídos uniformemente no volume total aparente. Esta porosidade típica é determinada por diversos fatores como pressão de compactação, temperatura e tempo de sinterização, tamanho e forma das partículas do pó, existência de processos complementares de compressão, etc.. A porosidade possibilita a fabricação de filtros metálicos e mancais autolubrificantes.
O processo de fabricação é de grande produtividade e baixo desperdício de material. Atende com custos muito competitivos as aplicações de peças de alguns gramas de peso até 1,5 kg.
A peça sinterizada apresenta um excelente compromisso entre tolerâncias, custo, grau de acabamento, resistência mecânica e outras propriedades físicas e, inclusive, impacto ambiental. Quando necessários, processos posteriores podem ser plenamente utilizados para conferir propriedades adicionais ao sinterizado como, por exemplo: usinagens, tratamentos térmicos e a vapor, recobrimentos galvânicos e pigmentares, soldagem e outros.

## Mercado
De modo geral, a grande vantagem da metalurgia do pó e o que determina o crescimento de sua indústria é seu custo menor para a fabricação de componentes mecânicos. Vantagens associadas à sua porosidade intrínseca são técnica e comercialmente muito bem exploradas como lubrificação e filtragem, mas é seu custo menor a sua grande vantagem quando comparada a outros processos.
Os limites da capacidade desta tecnologia em substituir outras como fundição, usinagem, estamparia, forja, etc. ainda não foram definidos e alcançados. A cada ano, novidades no campo de novos pós, prensas e fornos promovem avanços nesta tecnologia que lhe permitem continuar crescendo com vantagens econômicas importantes aos clientes.
O grande consumidor de peças sinterizadas estruturais no mercado global é o setor automotivo. Cerca de 70% do volume produzido são aplicações voltadas para componentes de suspensão, motores a combustão, câmbio e motores elétricos. A outra parte compreende os mercados de componentes para ferramentas elétricas, compressores herméticos e máquinas domésticas.

## Fabricação
Algumas etapas de fabricação estão presentes, senão na maioria, em grande parte dos produtos sinterizados.
São elas:
- Mistura;
- Compactação;
- Sinterização;
- Calibração;
- Operações complementares.

Descrição destas etapas:

### A Mistura
Esta etapa consiste em juntar os componentes na forma de pó metálico ou orgânico que formarão a peça compactada e homogeneizá-los através de ação mecânica, térmica ou combinada. Os fabricantes de peças fazem esta operação através de misturadores mecânicos ou compram as misturas já homogeneizadas diretamente dos fabricantes de pó base.
São propriedades importantes das misturas:
- Homogeneidade: que assegura a uniformidade isotrópica das propriedades da peça acabada.
- Escoamento: que permite a transferência da mistura para a cavidade onde será prensada de forma uniforme e relativamente rápida, com bom preenchimento dos contornos e pequenos espaços dentro do molde ou ferramenta.
- Compressibilidade: que define a carga necessária para se atingir uma densidade ou porosidade desejada.
- Densidade aparente: relaciona a massa de pó livre e o volume aparente (externo) desta massa. É usado para o dimensionamento da ferramenta e é uma propriedade importante na preparação da prensa de compactação e estabilidade dimensional do compactado.
- Composição química: que caracteriza todos os elementos químicos que farão parte do material sinterizado propriamente dito de modo a garantir as propriedades exigidas.[2]

### A Compactação
Realizada, de modo geral, em prensas projetadas exclusivamente para este fim, a etapa de compactação consiste em comprimir a mistura até atingir a forma geométrica, as dimensões e a densidade desejadas.
Por suas vantagens econômicas, a tecnologia mais difundida é a compactação uniaxial. Baseia-se em comprimir-se um dado volume de mistura utilizando-se de punções verticais (superiores e inferiores) dentro de uma cavidade cercada por machos e matriz. Cada degrau (ou nível) da peça compactada deve ser comprimido por um elemento distinto da ferramenta. Como regra simples, os punções formam as faces, os machos formam os furos verticais e a matriz forma o contorno externo. 
A capacidade de compactar simultaneamente estes níveis é que faz exclusiva a prensa para a metalurgia do pó. Esta é equipada de modo a movimentar os elementos da ferramenta (ou molde) independentemente um dos outros. Esta independência permite ao técnico (ou preparador) ajustá-los de modo a obter a simultaneidade na compressão. Esta simultaneidade garante a integridade física do compactado, pois colunas de pó contíguas comprimidas em momentos diferentes geram defeitos importantes de formação.